# 吉列爾莫·桑萊因
吉列爾莫·桑萊因（Guillermo Adrian Miguel Söhnlein，1966年5月18日—），是一位出生於阿根廷的美國公益創業家。對外太空商業化、海洋探索特別感興趣。他與斯托克頓·拉什共同創立了海洋之門，但2013年離開了公司並保留了少數股權。

## 生涯
吉列爾莫·桑萊因於1966年5月18日出生於阿根廷布宜諾斯艾利斯。1972年隨家人移居美國，定居於加利福尼亞州聖何西。吉列爾莫·桑萊因就讀位於加州山景城的聖弗朗西斯高中。他於1986年入籍美國。1989年12月，他畢業於加利福尼亞州大學柏克萊分校，獲得經濟學學士學位。1995年5月，他在加利福尼亞州大學舊金山分校黑斯廷斯法學院獲得法學博士學位，並擔任該校《西北環境法與政策雜誌》的主編。
1995年至1999年，他在美國海軍陸戰隊服役，獲得上尉軍階。
他與妻子育有三個孩子。